# Каранджа
Каранджа (Понгамия перистая, Деррис индийский, лат. Pongamia pinnata, Millettia pinnata) — один из видов бобовых. Принадлежность к роду оспаривается: либо к Pongamia, либо к Millettia. Ранее также относился и роду деррис как Derris indica.
Каранджа представляет собой листопадное дерево высотой 15—25 м. Листья непарноперистые, глянцевые, сначала бургундского цвета, после — ярко-зелёные. Цветки — белые, пурпурные, красноватых оттенков, собраны в мелкие кисти. Семена расположены в коричневатых стручках.
Родина вида — Индия, ареал — Южная и Юго-Восточная Азия. Произрастает в основном на каменистых, песчаных и известняковых почвах, но корни выдерживают даже солоноватую воду. Растения переносят лёгкие кратковременные заморозки, засуху и жару до +50°С. Обычный температурный диапазон — от +28 °C до +35 °C.
Каранджа используется в сельском хозяйстве. На гектар высаживается около 200 деревьев, каждое из которых используется около 7 лет. Жирность семян — 25-40 %, около половины жиров — олеиновая кислота. Масло каранджи используется как антисептик, для освещения и при изготовлении мыла. Также каранджа выращивается и для озеленения.

## Галерея
- Семена
- Взрослое дерево
- Ветвь
- Листья